# Désiré Raoul Rochette
Désiré Raoul Rochette, gyakran egyszerűen Raoul-Rochette (Saint-Amand, 1790. március 6. – Párizs, 1854. július 3.) francia régész, történész, az Académie des inscriptions et belles-lettres tagja, az Académie des beaux-arts örökös titkára.

## Életútja
Szülei Paul Gilbert Rochette orvosdoktor és a saint-amand-i királyi közjegyző lánya, Rose Maria Meillet voltak. Tanulmányait a bourges-i líceumban kezdte el, majd az újraalapított École normale supérieure első évfolyamának tagjaként végezte 1810-ben. Húszéves korában feleségül vette a neves francia szobrász, Jean-Antoine Houdon leányát, Claudine Houdont. Házasságukból két leánygyermek született, egyikük Luigi Calamatta olasz festő felesége és Maurice Sand író anyósa lett.
Rochette 1810-ben a párizsi Lycée Louis-le-Grand történelemtanára lett. 1813-ban az ókori görög gyarmatosítás történetéről szóló munkájával elnyerte a Francia Intézet pályadíját, amely 1815-ben Histoire critique de l’établissement des colonies grecques címen nyomtatásban is megjelent. 1815-ben tanársegéddé lépett elő, 1816-ban pedig beválasztották a Académie des inscriptions et belles-lettres tagjai közé. Ugyancsak 1816-ban a politikai pályára lépő François Guizot megürült helyére kérték fel a Sorbonne újkori történelmi tanszékének vezetésére. 1818-ig látta el professzori feladatait, amikor a Francia Nemzeti Könyvtár falerisztikai osztályának kurátorává nevezték ki. Három évtizeden át, 1848-ig dolgozott ott, szakmai feladatai ellátása mellett régészeti előadások tartásával is foglalkozott. Időközben 1820-ban a távozó Quatremère de Quincy helyére is kinevezték a könyvtár régiségtudományi professzorának.
1835-ben Jean de Witte-tel közösen megalapították az Annales de l’Institut archéologique című régiségtudományi folyóiratot, amelynek szerkesztésében Quatremère de Quincy, Luynes 7. hercege, Félix Lajard et Charles Lenormant is részt vett. 1838-ban Rochette-et beválasztották az Académie des beaux-arts tagjainak sorába, majd a rákövetkező évben a társaság örökös titkára lett. 1848-ban elhagyni kényszerült a könyvtárat, élete hátra lévő éveit régészeti és numizmatikai kutatásainak szentelte.
A Journal des Savants (’Tudósok Lapja’) régészeti rovatának szerkesztőjeként számos recenziót írt a francia és európai vonatkozású történeti munkákról. Ennek köszönhetően rendszeres levelezőpartnere lett Salomon Reinachnak és Alexander von Humboldtnak. Pályafutásának nevezetes tudományos polémiája a Jean-Antoine Letronne egyiptológussal lefolytatott vita.

## Utazásai
1818 és 1820 között háromszor látogatott el Svájcba, amelynek eredményeként kiadta Lettres (’Levelek’) és Histoire de la révolution helvétique de 1797 à 1803 (’Az 1791–1803-as helvécii forradalom története’) című munkáit. 1826–1827-ben, 1832-ben, 1843-ban és legvégül 1851-ben itáliai és szicíliai tanulmányutakon járt, amelyek során metszeteket, antikvitásokat, pénzérméket és szobrocskákat gyűjtött. Halála után gyűjteményét pénzzé tették.
1838-ban tudományos megbízatással részt vett egy peloponnészoszi expedícióban, amelynek során megfordult Déloszban és Athénban, valamint meggyőzte a korábban a görög szabadságharc ellen küzdő Resid Mehmed pasát, hogy az asszoszi Athéné-templom feltárt értékeit Franciaországnak adományozza.
1846-ban Németországban tett körutazást.

## Főbb munkái

Genf térképe, 1816 (Raoul Rochette metszete)

- Histoire de la révolution helvétique de 1797 à 1803, 1823
- Lettres sur la Suisse écrites en 1819, 1820 et 1821, 1823
- Lettres sur la Suisse écrites en 1824 et 1825, 1826
- Pompéi, choix d’édifices inédits, 2 vol., 1828-1842
- Monuments inédits d’antiquité figurée, 1828
- Peintures antiques inédites, précédées de Recherches sur l’emploi de la peinture dans la décoration des édifices sacrés et publics, chez les Grecs et chez les Romains faisant suite aux Monuments inédits, 1836
- Peintures antiques inédites, 1836
- Cours d’archéologie, publié d’après ses leçons par la sténographie, 1828-1835
- Tableau des catacombes de Rome, où l’on donne la description de ces cimetières sacrés, avec l’indication des principaux monumens d’antiquité chrétienne, en peinture et en sculpture, et celle des autres objets qu'on en a retirés, 1837
- Lettres archéologiques sur la peinture des Grecs, 1840
- Mémoires de numismatique et d’antiquité, 1840
- Choix de peintures de Pompéi, la plupart de sujet historique, avec l’explication archéologique de chaque peinture et une introduction sur l’histoire de la peinture chez les Grecs et chez les Romains, 1844-1851
- Questions de l’histoire de l’art, discutées à l’occasion d’une inscription grecque gravée sur une lame de plomb et trouvée dans l’intérieur d’une statue antique de bronze, 1846

## Fordítás
- Ez a szócikk részben vagy egészben  a   Raoul-Rochette című francia Wikipédia-szócikk ezen változatának fordításán alapul.  Az eredeti cikk szerkesztőit annak laptörténete sorolja fel. Ez a jelzés csupán a megfogalmazás eredetét és a szerzői jogokat jelzi, nem szolgál a cikkben szereplő információk forrásmegjelöléseként.